# Amerzone
Amerzone is een computerspel ontwikkeld door Microïds en uitgegeven door Ubisoft voor Windows, Mac OS en de PlayStation. Het avonturenspel is uitgekomen in Europa op 18 maart 1999 en in de VS op 18 oktober 1999.
Het spel is ontworpen door Benoît Sokal, die het verhaal baseerde op zijn stripverhaal uit 1986 over Canardo getiteld L'Amerzone.
Op 7 maart 2024 kondigde uitgever Microids aan dat het werkte aan een remake van het spel voor de PlayStation 5, Xbox Series en de pc.

## Verhaal
Het spel vertelt het verhaal, net zoals in de strip, over een Franse ontdekkingsreiziger, Alexandre Valembois, die op een expeditie gaat naar het mysterieuze land Amerzone in Zuid-Amerika. Daar ontdekt hij bijzondere diersoorten, die afhankelijk zijn van de mens voor hun overleving. Dan verandert het land in een dictatuur, en Valembois moet de bedreigde diersoorten zien te redden.

## Personages
- De journalist, volgt Valembois op de voet.
- Alexandre Valembois, protagonist en ontdekkingsreiziger in het spel.
- Antonio Alvarez, een inwoner van Amerzone die bevriend raakt met Valembois. Na een staatsgreep transformeert hij het land in een dictatorschap.
- David Mackowski, een jezuïet die Valembois vergezeld naar Amerzone.

## Ontwikkeling
Sokal begon aan het project met softwareontwikkelaar Gregory Duquesne nadat hij groen licht kreeg van uitgeverij Casterman. De aanvankelijke opzet was een goedkoop en kleinschalig spel met een beperkte oplage. Al snel vond men dat een dergelijk nichespel geen commercieel succes zou worden en men besloot om het project groter op te zetten.
Het spel zou gaan bestaan uit vooraf gerenderde beelden, die door middel van een game-engine met elkaar verbonden werden. Nadat Sokal realiseerde dat de voortgang van het spel te traag ging, werd besloten om een groter team in te zetten. Ook dankzij de financiering van speluitgever Microïds kon het spel worden voltooid.
Sokal wilde het spel toegankelijk houden, zodat ook beginnende spelers niet vast zouden raken, door bijvoorbeeld voorwerpen te missen. Ook wilde hij niet dat de speler dood kon gaan in het spel. Sokal haalde als grote invloed het computerspel Myst aan, de dramafilm Fitzcarraldo en het werk van auteur Gabriel García Márquez.

## Ontvangst
| Recensiescore       | Recensiescore |
| Recensieverzamelaar | Score         |
| ------------------- | ------------- |
| GameRankings        | 73%           |
| Publicist           | Score         |
| IGN                 | 5,5           |
| Adventure Gamers    | 4/5           |
| JeuxVideo.com       | 18/20         |
| Télérama            | 4/4           |

Amerzone ontving positieve recensies. Men prees het verhaal, grafische gedeelte en de atmosfeer in het spel. Men vond dat het spel een poëtisch en droomachtige sfeer wist te creëren. Kritiek was er op de besturing, muziek en de moeilijkheidsgraad.
Het spel werd een commercieel succes en is ruim een miljoen keer verkocht. Op verzamelwebsite GameRankings heeft het spel een score van 73%.
Tijdens het Imagina-festival in 1999 in Monaco won Amerzone de Pixel-INA-prijs in de categorie computerspellen.